# 佐々木健 (漫画家)
佐々木 健（ささき けん、5月5日 - ）は、日本の漫画家。宮城県出身。ささけんと名乗る場合もある。

## 経歴
- 1994年、赤塚賞にて「オッペケケーズ」で佳作受賞。※ささき健名義
- 2000年、赤マルジャンプ2000SUMMER号に「青い転球のぢく男ちゃん」を掲載。※ささけん名義
- 2001年11月期まんがカレッジにて「ミリ吉四六」で入選（26歳時）
- 2007年、『小学五年生』にて「うちゅうの王」を連載。
- 2008年、『週刊少年サンデー』36・37合併号より「KING GOLF」を連載中。

## 受賞歴
- トマトジュース（ホップ☆ステップ賞、1993年）※ささきけん名義、ホップ☆ステップ賞SELECTION 13巻に収録
- オッペケケーズ（赤塚賞 佳作）※ささき健名義
- ミリ吉四六（まんがカレッジ2001年11月期 入選）※ささけん名義
- KING GOLF（第56回（平成22年度）小学館漫画賞少年向け部門）

## 作品

### 連載
- うちゅうの王（監修：森内俊之、『小学五年生』2007年4月号 - 2008年3月号、小学館、全1巻）　※連載時のみささけん名義
- KING GOLF（技術指導・監修：谷将貴、『週刊少年サンデー』2008年36・37合併号 - 連載中、小学館、既刊42巻）

### 読切
- 青い転球のぢく男ちゃん（『赤マルジャンプ』2000SUMMER号、集英社）※ささけん名義
- ミリ吉四六（『週刊少年サンデー超』2002年5月25日号、小学館）※ささけん名義、まんがカレッジ受賞作の掲載
- BABUイズム（『週刊少年サンデー超』2002年6月25日号、小学館）※ささけん名義
- ミリ吉四六（『週刊少年サンデー超』2002年8月25日号、小学館）※ささけん名義、まんがカレッジ受賞作のリメイク
- 左のニワトリ（『週刊少年サンデー超』2004年1月25日号、小学館）※ささけん名義
- 彦市HEART（『週刊少年サンデー超』2006年7月25日号、小学館）※ささけん名義

## その他
- 佐々木は過去に島袋光年の元でアシスタントをしていた事があり、世紀末リーダー伝たけしの11巻「リーダー92　しまぶー大ピンチ'99!!」において、ネタの無くなった島袋に代わりアシスタントがたけしを描くという内容の話の中で、1ページ漫画を2つ載せている。
- ジャンプ放送局で「桃太郎丸」のペンネームでハガキ職人として活動していた時期がある。また優勝経験（ジャンプ放送局Ⅱ 9代目レース）もある。

## 師匠
- 島袋光年
- 松江名俊[3]